# Samuel Fritz
Samuel Fritz (Trutnov, 9 aprile 1654 – Jeberos, 20 marzo 1725) è stato un missionario e cartografo ceco di origine tedesca.
Era un gesuita che esplorò ampiamente il bacino del Rio delle Amazzoni.

## Biografia
Nel 1684 entro come novizio nella Compagnia di Gesù e si dedicò allo studio della matematica, della geodesia e della topografia. Ordinato sacerdote venne destinato alle missioni gesuite del fiume Marañón, passò per Quito nel 1685, entrando, nel 1686, nelle terre degli indiani Omaguas.
Fondò 38 pueblo o missioni indiane e tra queste quella di Nostra Signora delle Nevi di Yurimaguas. Per la sua instancabile attività, come scrisse Fernández García, ottenne l'epíteto di "atleta di Dio".
Le autorità di Quito gli chiesero di elaborare una mappa dettagliata dei fiumi amazzonici. Egli iniziò un viaggio lungo il rio delle Amazzoni per Belem do Pará, in cerca di cure mediche, mentre realizzava, in grande dettaglio, una cartografia del corso del fiume, ma venne arrestato e detenuto, dal governatore portoghese, tra 1689 e 1691, accusato di essere una spia al servizio della Spagna. Venne poi liberato grazie alle proteste degli indiani davanti al Consejo de Indias, e per disposizione del Re del Portogallo.
Si recò a Lima, nel Vicereame del Perù, per presentare una preziosa relazione al Viceré Conde della Monclova, Melchor Portocarrero Lasso della Vega, e una mappa che aveva realizzato nel viaggio lungo il rio delle Amazzoni.

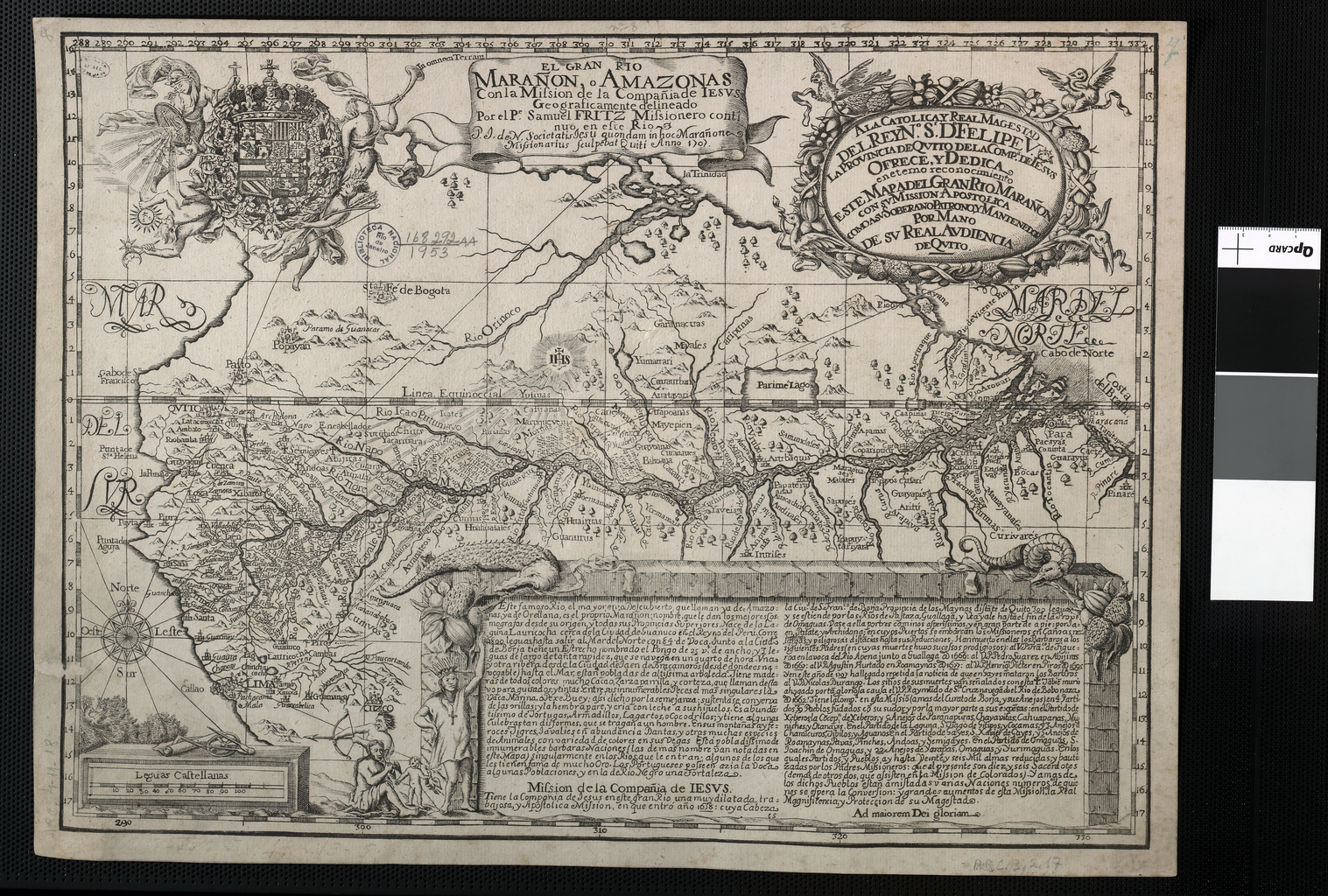
Mappa di Fritz del 1707 bel bacino del Rio delle Amazzoni

Di ritorno alle sue missioni, nel 1693, seguendo il corso del fiume Marañón affermò che il rio delle Amazzoni nasceva nella laguna Lauricocha. Anche senza adeguata attrezzatura scientifica per assolvere a questo compito, e in mezzo alle difficoltà che gli imponevano la sua opera di missionario, Fritz riuscì ad elaborare una mappa dettagliata e affidabile basata sulle sue osservazioni dirette, e questo lavoro continuò ad essere, per vari decenni, una delle fonti più importanti per la conoscenza geografica del rio delle Amazzoni e dei suoi affluenti come il Marañón. Nominato superiore della missione di Marañón fissò la sua residenza a Lagunas e morì nella missione di Jeberos nel 1725.
La sua mappa del rio delle Amazzoni fu pubblicata a Quito nel 1707. Negli anni seguenti, venne rielaborata in diverse opere geografiche modificate in Europa, riconoscendo che, pur non essendo il frutto di una persona che non era uno scienziato nel senso ampio del termine, le mappe di Fritz risultavano molto azzeccate e fedeli alla realtà geografica dell'Amazzonia.

## Opere
- Apuntes acerca de la línea de demarcación entre las conquistas de España y Portugal en el río Marañón
- Geografía de las misiones del Marañón. Origen y principio del gran río y su curso hasta el Pará
- Diario